# Kjalarnes
Kjalarnes je jedna z částí aglomerace Reykjavíku. Leží na jihozápadě Islandu, u úpatí hory Esja (914m), asi 11 kilometrů severně od hlavního města. Zeměpisné souřadnice jsou 64°14'25 severní šířky a 21°50'02 západní délky.
Do správního obvodu hlavního města byla začleněna v roce 1998, do té doby byla samostatnou obcí. Je nejrozsáhlejší z reykjavických částí a částí s nejnižší hustotou obyvatelstva. Žije zde 582 obyvatel,[zdroj?] většina z nich v Grundarhverfi u Hringvegur. Ač součást hlavního města, charakterem Kjalarnes je stále venkov, s výrazným zemědělstvím a turistikou. 